# NHL Entry Draft 2013
L'NHL Entry Draft 2013 è stato il 51º draft della National Hockey League. Si è tenuto il 30 giugno 2013 presso il Prudential Center di Newark, casa dei New Jersey Devils. Per la prima volta l'Entry Draft si è svolto nello stato del New Jersey. Le formazioni della National Hockey League selezionarono i migliori giocatori di hockey su ghiaccio provenienti dai campionati giovanili, universitari, o dai campionati europei. I Colorado Avalanche, dopo aver concluso al penultimo posto la stagione 2012-13, guadagnarono l'opzione per la prima scelta assoluta dopo aver vinto la NHL Draft Lottery.
I Colorado Avalanche, approfittando della prima posizione, selezionarono il centro canadese Nathan MacKinnon dagli Halifax Mooseheads, formazione della Quebec Major Junior Hockey League. I Florida Panthers invece come seconda scelta puntarono sul centro finlandese Aleksander Barkov, proveniente dal Tappara, club della SM-liiga, mentre i Tampa Bay Lightning scelsero in terza posizione l'ala sinistra Jonathan Drouin degli Halifax Mooseheads. Fra i 211 giocatori selezionati, 131 erano attaccanti, 69 erano difensori e 21 erano portieri.

## Migliori prospetti
Dati elaborati dal NHL Central Scouting Bureau.
| Posizione | Giocatori nordamericani | Giocatori europei      |
| --------- | ----------------------- | ---------------------- |
| 1         | Seth Jones (D)          | Aleksander Barkov (C)  |
| 2         | Nathan MacKinnon (C)    | Valerij Ničuškin (AD)  |
| 3         | Jonathan Drouin (AS)    | Elias Lindholm (C)     |
| 4         | Darnell Nurse (D)       | Rasmus Ristolainen (D) |
| 5         | Sean Monahan (C)        | Alexander Wennberg (C) |
| 6         | Hunter Shinkaruk (C)    | André Burakovsky (AS)  |
| 7         | Valentin Zykov (AS)     | Jacob de la Rose (AS)  |
| 8         | Frederik Gauthier (C)   | Robert Hägg (D)        |
| 9         | Mirco Mueller (D)       | Artturi Lehkonen (AS)  |
| 10        | Anthony Mantha (AD)     | Pavel Bučnevič (AS)    |

| Posizione | Portieri nordamericani | Portieri europei |
| --------- | ---------------------- | ---------------- |
| 1         | Zach Fucale            | Juuse Saros      |
| 2         | Eric Comrie            | Ebbe Siönäs      |
| 3         | Tristan Jarry          | Luka Gracnar     |

## Turni
|  | = NHL All-Star |  |  | = NHL All-Star e NHL All-Star Team |

Legenda delle posizioni

A = Attaccante   AD = Ala destra   AS = Ala sinistra   C = Centro   D = Difensore   P = Portiere

### Primo giro
| #  | Giocatore              | Nazionalità | Squadra NHL                            | Squadra di provenienza         |
| -- | ---------------------- | ----------- | -------------------------------------- | ------------------------------ |
| 1  | Nathan MacKinnon (C)   | Canada      | Colorado Avalanche                     | Halifax Mooseheads (QMJHL)     |
| 2  | Aleksander Barkov (C)  | Finlandia   | Florida Panthers                       | Tappara (SM-liiga)             |
| 3  | Jonathan Drouin (AS)   | Canada      | Tampa Bay Lightning                    | Halifax Mooseheads (QMJHL)     |
| 4  | Seth Jones (D)         | Stati Uniti | Nashville Predators                    | Portland Winterhawks (WHL)     |
| 5  | Elias Lindholm (C)     | Svezia      | Carolina Hurricanes                    | Brynäs (SHL)                   |
| 6  | Sean Monahan (C)       | Canada      | Calgary Flames                         | Ottawa 67's (OHL)              |
| 7  | Darnell Nurse (D)      | Canada      | Edmonton Oilers                        | S.S. Marie Greyhounds (OHL)    |
| 8  | Rasmus Ristolainen (D) | Finlandia   | Buffalo Sabres                         | TPS (SM-liiga)                 |
| 9  | Bo Horvat (C)          | Canada      | Vancouver Canucks (da New Jersey)      | London Knights (OHL)           |
| 10 | Valerij Ničuškin (AD)  | Russia      | Dallas Stars                           | Traktor Čeljabinsk (KHL)       |
| 11 | Samuel Morin (D)       | Canada      | Philadelphia Flyers                    | Rimouski Océanic (QMJHL)       |
| 12 | Max Domi (C)           | Canada      | Phoenix Coyotes                        | London Knights (OHL)           |
| 13 | Josh Morrissey (D)     | Canada      | Winnipeg Jets                          | Prince Albert Raiders (WHL)    |
| 14 | Alexander Wennberg (C) | Svezia      | Columbus Blue Jackets                  | Djurgården (Hockeyallsvenskan) |
| 15 | Ryan Pulock (D)        | Canada      | New York Islanders                     | Brandon Wheat Kings (WHL)      |
| 16 | Nikita Zadorov (D)     | Russia      | Buffalo Sabres (da Minnesota)          | London Knights (OHL)           |
| 17 | Curtis Lazar (AD)      | Canada      | Ottawa Senators                        | Edmonton Oil Kings (WHL)       |
| 18 | Mirco Müller (D)       | Svizzera    | San Jose Sharks (da Detroit)           | Everett Silvertips (WHL)       |
| 19 | Kerby Rychel (AS)      | Canada      | Columbus Blue Jackets (da NY Rangers)  | Windsor Spitfires (OHL)        |
| 20 | Anthony Mantha (AS)    | Canada      | Detroit Red Wings (da San Jose)        | Val-d'Or Foreurs (QMJHL)       |
| 21 | Frederik Gauthier (C)  | Canada      | Toronto Maple Leafs                    | Rimouski Océanic (QMJHL)       |
| 22 | Émile Poirier (AS)     | Canada      | Calgary Flames (da St. Louis)          | Gatineau Olympiques (QMJHL)    |
| 23 | André Burakowsky (AS)  | Svezia      | Washington Capitals                    | Malmö (Hockeyallsvenskan)      |
| 24 | Hunter Shinkaruk (AS)  | Canada      | Vancouver Canucks                      | Medicine Hat Tigers (WHL)      |
| 25 | Michael McCarron (AD)  | Stati Uniti | Montreal Canadiens                     | W. Michigan Broncos (CCHA)     |
| 26 | Shea Theodore (D)      | Canada      | Anaheim Ducks                          | Seattle Thunderbirds (WHL)     |
| 27 | Marko Daňo (AD)        | Slovacchia  | Columbus Blue Jackets (da Los Angeles) | Slovan Bratislava (KHL)        |
| 28 | Morgan Klimchuk (AS)   | Canada      | Calgary Flames (da Pittsburgh)         | Regina Pats (WHL)              |
| 29 | Jason Dickinson (C)    | Canada      | Dallas Stars (da Boston)               | Guelph Storm (OHL)             |
| 30 | Ryan Hartman (AD)      | Stati Uniti | Chicago Blackhawks                     | Plymouth Whalers (OHL)         |

### Secondo giro
| #  | Giocatore                    | Nazionalità | Squadra NHL                                        | Squadra di provenienza                  |
| -- | ---------------------------- | ----------- | -------------------------------------------------- | --------------------------------------- |
| 31 | Ian McCoshen (D)             | Stati Uniti | Florida Panthers                                   | Waterloo Black Hawks (USHL)             |
| 32 | Chris Bigras (D)             | Canada      | Colorado Avalanche                                 | Owen Sound Attack (OHL)                 |
| 33 | Adam Erne (AS)               | Stati Uniti | Tampa Bay Lightning                                | Québec Remparts (QMJHL)                 |
| 34 | Jacob De la Rose (AS)        | Svezia      | Montreal Canadiens (da Nashville)                  | Leksand (SHL)                           |
| 35 | J. T. Compher (AS)           | Stati Uniti | Buffalo Sabres (da Carolina)                       | Michigan Wolverines (CCHA)              |
| 36 | Zach Fucale (P)              | Canada      | Montreal Canadiens (da Calgary)                    | Halifax Mooseheads (QMJHL)              |
| 37 | Valentin Zykov (AS)          | Russia      | Los Angeles Kings (da Edmonton)                    | Baie-Comeau Drakkar (QMJHL)             |
| 38 | Connor Hurley (C)            | Stati Uniti | Buffalo Sabres                                     | Edina Hornets (USHS-Minnesota)          |
| 39 | Laurent Dauphin (C)          | Canada      | Phoenix Coyotes (da New Jersey)                    | Chicoutimi Saguenéens (QMJHL)           |
| 40 | Remi Elie (AS)               | Canada      | Dallas Stars                                       | London Knights (OHL)                    |
| 41 | Robert Hägg (D)              | Svezia      | Philadelphia Flyers                                | MODO (SHL)                              |
| 42 | Steve Santini (D)            | Stati Uniti | New Jersey Devils (da Phoenix)                     | Boston College Eagles (Hockey East)     |
| 43 | Nicolas Petan (C)            | Canada      | Winnipeg Jets                                      | Portland Winterhawks (WHL)              |
| 44 | Tristan Jarry (P)            | Canada      | Pittsburgh Penguins (da Columbus)                  | Edmonton Oil Kings (WHL)                |
| 45 | Nick Sörensen (AD)           | Svezia      | Anaheim Ducks (da NY Islanders)                    | Québec Remparts (QMJHL)                 |
| 46 | Gustav Olofsson (D)          | Svezia      | Minnesota Wild                                     | Green Bay Gamblers (USHL)               |
| 47 | Tommy Vannelli (D)           | Stati Uniti | St. Louis Blues (da Ottawa)                        | Minnetonka High School (USHS-Minnesota) |
| 48 | Zach Nastasiuk (AD)          | Canada      | Detroit Red Wings                                  | Owen Sound Attack (OHL)                 |
| 49 | Gabryel Paquin-Boudreau (AS) | Canada      | San Jose Sharks (da NY Rangers)                    | Baie-Comeau Drakkar (QMJHL)             |
| 50 | Dillon Heatherington (D)     | Canada      | Columbus Blue Jackets (da San Jose via Pittsburgh) | Swift Current Broncos (WHL)             |
| 51 | Carl Dahlström (D)           | Svezia      | Chicago Blackhawks (da Toronto)                    | Linköping (SHL)                         |
| 52 | Justin Bailey (AD)           | Stati Uniti | Buffalo Sabres (da St. Louis)                      | Kitchener Rangers (OHL)                 |
| 53 | Madison Bowey (D)            | Canada      | Washington Capitals                                | Kelowna Rockets (WHL)                   |
| 54 | Philippe Desrosiers (P)      | Canada      | Dallas Stars (da Vancouver)                        | Rimouski Océanic (QMJHL)                |
| 55 | Artturi Lehkonen (AS)        | Finlandia   | Montreal Canadiens                                 | KalPa (SM-liiga)                        |
| 56 | Marc-Olivier Roy (C)         | Canada      | Edmonton Oilers (da Anaheim)                       | B.-B. Armada (QMJHL)                    |
| 57 | William Carrier (AS)         | Canada      | St. Louis Blues (da Los Angeles via Edmonton)      | Cape Breton Eagles (QMJHL)              |
| 58 | Tyler Bertuzzi (AS)          | Canada      | Detroit Red Wings (da Pittsburgh via San Jose)     | Guelph Storm (OHL)                      |
| 59 | Eric Comrie (P)              | Canada      | Winnipeg Jets                                      | Tri-City Americans (WHL)                |
| 60 | Linus Arnesson (D)           | Svezia      | Boston Bruins                                      | Djurgården (Hockeyallsvenskan)          |
| 61 | Zach Sanford (AS)            | Stati Uniti | Washington Capitals (da Chicago via Winnipeg)      | Boston College Eagles (Hockey East)     |

### Terzo giro
| #  | Giocatore                 | Nazionalità | Squadra NHL                                                  | Squadra di provenienza              |
| -- | ------------------------- | ----------- | ------------------------------------------------------------ | ----------------------------------- |
| 62 | Yan-Pavel Laplante (C)    | Canada      | Phoenix Coyotes (da Florida via NY Rangers e San Jose)       | P.E.I. Rocket (QMJHL)               |
| 63 | Spencer Martin (P)        | Canada      | Colorado Avalanche                                           | Mississauga Steelheads (OHL)        |
| 64 | Jonathan Diaby (D)        | Canada      | Nashville Predators (da Tampa Bay)                           | Victoriaville Tigres (QMJHL)        |
| 65 | Adam Tambellini (C)       | Canada      | New York Rangers (da Nashville)                              | Surrey Eagles (BCHL)                |
| 66 | Brett Pesce (D)           | Stati Uniti | Carolina Hurricanes                                          | N. Hampshire Wildcats (Hockey East) |
| 67 | Keegan Kanzig (D)         | Canada      | Calgary Flames                                               | Victoria Royals (WHL)               |
| 68 | Niklas Hansson (D)        | Svezia      | Dallas Stars (da Edmonton)                                   | Rögle (SHL)                         |
| 69 | Nicholas Baptiste (AD)    | Canada      | Buffalo Sabres                                               | Sudbury Wolves (OHL)                |
| 70 | Eamon McAdam (P)          | Stati Uniti | New York Islanders (da Minnesota via New Jersey)             | Waterloo Black Hawks (USHL)         |
| 71 | Connor Crisp (C)          | Canada      | Montreal Canadiens (da Dallas)                               | Erie Otters (OHL)                   |
| 72 | Tyrell Goulbourne (AS)    | Canada      | Philadelphia Flyers                                          | Kelowna Rockets (WHL)               |
| 73 | Ryan Kujawinski (AS)      | Canada      | New Jersey Devils (da Phoenix)                               | Kingston Frontenacs (OHL)           |
| 74 | John Hayden (C)           | Stati Uniti | Chicago Blackhawks (da Winnipeg)                             | U.S. NTDP (USHL)                    |
| 75 | Pavel Bučnevič (AS)       | Russia      | New York Rangers (da Columbus)                               | Severstal’ (KHL)                    |
| 76 | Taylor Cammarata (C)      | Stati Uniti | New York Islanders                                           | Waterloo Black Hawks (USHL)         |
| 77 | Jake Guentzel (C)         | Stati Uniti | Pittsburgh Penguins (da Minnesota via Philadelphia e Dallas) | Sioux City Musketeers (USHL)        |
| 78 | Marcus Högberg (P)        | Svezia      | Ottawa Senators                                              | Linköping (SHL)                     |
| 79 | Mattias Janmark-Nylén (C) | Svezia      | Detroit Red Wings                                            | AIK (SHL)                           |
| 80 | Anthony Duclair (AS)      | Canada      | New York Rangers                                             | Québec Remparts (QMJHL)             |
| 81 | Kurtis Gabriel (AD)       | Canada      | Minnesota Wild (da San Jose)                                 | Owen Sound Attack (OHL)             |
| 82 | Carter Verhaeghe (C)      | Canada      | Toronto Maple Leafs                                          | Niagara IceDogs (OHL)               |
| 83 | Bogdan Jakimov (C)        | Russia      | Edmonton Oilers (da St. Louis)                               | Neftechimik (KHL)                   |
| 84 | Jimmy Lodge (C)           | Stati Uniti | Winnipeg Jets (da Washington)                                | Saginaw Spirit (OHL)                |
| 85 | Cole Cassels (C)          | Canada      | Vancouver Canucks (da Vancouver via Florida)                 | Oshawa Generals (OHL)               |
| 86 | Sven Andrighetto (AD)     | Svizzera    | Montreal Canadiens                                           | R-N Huskies (QMJHL)                 |
| 87 | Keaton Thompson (D)       | Stati Uniti | Anaheim Ducks                                                | U.S. NTDP (USHL)                    |
| 88 | Anton Slepyšev (AS)       | Russia      | Edmonton Oilers (da Los Angeles)                             | Metallurg Novok. (KHL)              |
| 89 | Oliver Bjorkstrand (AD)   | Danimarca   | Columbus Blue Jackets (da Pittsburgh)                        | Portland Winterhawks (WHL)          |
| 90 | Peter Cehlárik (AS)       | Slovacchia  | Boston Bruins                                                | Luleå (SHL)                         |
| 91 | J. C. Lipon (AD)          | Canada      | Winnipeg Jets (da Chicago)                                   | Kamloops Blazers (WHL)              |

### Quarto giro
| #   | Giocatore            | Nazionalità | Squadra NHL                                                | Squadra di provenienza              |
| --- | -------------------- | ----------- | ---------------------------------------------------------- | ----------------------------------- |
| 92  | Evan Cowley (P)      | Canada      | Florida Panthers                                           | Wichita Falls Wildcats (NAHL)       |
| 93  | Mason Geertsen (D)   | Canada      | Colorado Avalanche                                         | Vancouver Giants (WHL)              |
| 94  | Jackson Houck (AD)   | Canada      | Edmonton Oilers (da Tampa Bay via St. Louis)               | Vancouver Giants (WHL)              |
| 95  | Félix Girard (C)     | Canada      | Nashville Predators                                        | Baie-Comeau Drakkar (QMJHL)         |
| 96  | Kyle Platzer (AD)    | Canada      | Edmonton Oilers (da Carolina via Los Angeles)              | London Knights (OHL)                |
| 97  | Michael Downing (D)  | Stati Uniti | Florida Panthers (da Calgary)                              | Dubuque Fighting Saints (USHL)      |
| 98  | Matt Buckles (C)     | Canada      | Florida Panthers (da Edmonton)                             | St. Michael's Buzzers (OJHL)        |
| 99  | Juuse Saros (P)      | Finlandia   | Nashville Predators (da Buffalo)                           | HPK (SM-liiga)                      |
| 100 | Miles Wood (AS)      | Stati Uniti | New Jersey Devils                                          | Nobles School (USHS-Massachusetts)  |
| 101 | Nick Paul (AS)       | Canada      | Dallas Stars                                               | Brampton Battalion (OHL)            |
| 102 | Tobias Lindberg (C)  | Svezia      | Ottawa Senators (da Philadelphia via Tampa Bay)            | Djurgården (Hockeyallsvenskan)      |
| 103 | Justin Auger (AD)    | Canada      | Los Angeles Kings (da Phoenix via Columbus e Philadelphia) | Guelph Storm (OHL)                  |
| 104 | Andrew Copp (C)      | Stati Uniti | Winnipeg Jets                                              | Michigan Wolverines (CCHA)          |
| 105 | Nick Moutrey (AD)    | Canada      | Columbus Blue Jackets                                      | Saginaw Spirit (OHL)                |
| 106 | Stephon Williams (P) | Stati Uniti | New York Islanders                                         | MSU Mavericks (WCHA)                |
| 107 | Dylan Labbé (D)      | Canada      | Minnesota Wild                                             | Shawinigan Cataractes (QMJHL)       |
| 108 | Ben Harpur (D)       | Canada      | Ottawa Senators                                            | Guelph Storm (OHL)                  |
| 109 | David Pope (AS)      | Canada      | Detroit Red Wings                                          | West Kelowna Warriors (BCHL)        |
| 110 | Ryan Graves (D)      | Canada      | New York Rangers                                           | P.E.I. Rocket (QMJHL)               |
| 111 | Robin Norell (D)     | Svezia      | Chicago Blackhawks (da San Jose via Chicago e San Jose)    | Djurgården (Hockeyallsvenskan)      |
| 112 | Zach Pochiro (AS)    | Stati Uniti | St. Louis Blues (da Toronto via Nashville)                 | Prince George Cougars (WHL)         |
| 113 | Aidan Muir (AS)      | Canada      | Edmonton Oilers (da St. Louis)                             | Indiana Ice (USHL)                  |
| 114 | Jan Košťálek (D)     | Rep. Ceca   | Winnipeg Jets (da Washington)                              | Rimouski Océanic (QMJHL)            |
| 115 | Jordan Subban (D)    | Canada      | Vancouver Canucks                                          | Belleville Bulls (OHL)              |
| 116 | Martin Reway (AS)    | Slovacchia  | Montreal Canadiens                                         | Gatineau Olympiques (QMJHL)         |
| 117 | Fredrik Bergvik (P)  | Svezia      | San Jose Sharks (da Anaheim via Toronto e Chicago)         | Frölunda (SHL)                      |
| 118 | Hudson Fasching (AD) | Stati Uniti | Los Angeles Kings                                          | U.S. NTDP (USHL)                    |
| 119 | Ryan Segalla (D)     | Stati Uniti | Pittsburgh Penguins                                        | Salisbury School (USHS-Connecticut) |
| 120 | Ryan Fitzgerald (C)  | Stati Uniti | Boston Bruins                                              | Valley Jr. Warriors (EJHL)          |
| 121 | Tyler Motte (C)      | Stati Uniti | Chicago Blackhawks                                         | U.S. NTDP (USHL)                    |

### Quinto giro
| #   | Giocatore                   | Nazionalità | Squadra NHL                                              | Squadra di provenienza                      |
| --- | --------------------------- | ----------- | -------------------------------------------------------- | ------------------------------------------- |
| 122 | Christopher Clapperton (AS) | Canada      | Florida Panthers                                         | B.-B. Armada (QMJHL)                        |
| 123 | Will Butcher (D)            | Stati Uniti | Colorado Avalanche                                       | U.S. NTDP (USHL)                            |
| 124 | Kristers Gudļevskis (P)     | Lettonia    | Tampa Bay Lightning                                      | Dinamo Riga (MHL)                           |
| 125 | Saku Mäenalanen (AD)        | Finlandia   | Nashville Predators                                      | Oulun Kärpät (SM-liiga)                     |
| 126 | Brent Pedersen (AS)         | Canada      | Carolina Hurricanes                                      | Kitchener Rangers (OHL)                     |
| 127 | Tucker Poolman (D)          | Stati Uniti | Winnipeg Jets (da Calgary via Washington)                | Omaha Lancers (USHL)                        |
| 128 | Evan Campbell (AS)          | Canada      | Edmonton Oilers                                          | Langley Hornets (BCHL)                      |
| 129 | Cal Petersen (P)            | Stati Uniti | Buffalo Sabres                                           | Waterloo Black Hawks (USHL)                 |
| 130 | Gustav Possler (AS)         | Svezia      | Buffalo Sabres (da New Jersey via Los Angeles e Florida) | MODO (SHL)                                  |
| 131 | Cole Ully (AS)              | Canada      | Dallas Stars                                             | Kamloops Blazers (WHL)                      |
| 132 | Terrance Amorosa (D)        | Canada      | Philadelphia Flyers                                      | Holderness School (USHS-New Hampshire)      |
| 133 | Connor Clifton (D)          | Stati Uniti | Phoenix Coyotes                                          | U.S. NTDP (USHL)                            |
| 134 | Luke Johnson (C)            | Stati Uniti | Chicago Blackhawks (da Winnipeg)                         | Lincoln Stars (USHL)                        |
| 135 | Éric Roy (D)                | Canada      | Calgary Flames (da Columbus)                             | Brandon Wheat Kings (WHL)                   |
| 136 | Victor Crus Rydberg (C)     | Svezia      | New York Islanders                                       | Linköping (SHL)                             |
| 137 | Carson Soucy (D)            | Canada      | Minnesota Wild                                           | Spruce Grove Saints (AJHL)                  |
| 138 | Vincent Dunn (C)            | Canada      | Ottawa Senators                                          | Val-d'Or Foreurs (QMJHL)                    |
| 139 | Mitch Wheaton (D)           | Canada      | Detroit Red Wings                                        | Kelowna Rockets (WHL)                       |
| 140 | Teemu Kivihalme (D)         | Stati Uniti | Nashville Predators (da NY Rangers)                      | Burnsville High School (USHS-Massachusetts) |
| 141 | Michael Brodzinski (D)      | Stati Uniti | San Jose Sharks                                          | Muskegon Lumberjacks (USHL)                 |
| 142 | Fabrice Herzog (AD)         | Svizzera    | Toronto Maple Leafs                                      | Zugo (LNA)                                  |
| 143 | Anthony Florentino (D)      | Stati Uniti | Buffalo Sabres (da St. Louis)                            | South Kent School (USHS-Connecticut)        |
| 144 | Blake Heinrich (D)          | Stati Uniti | Washington Capitals                                      | Sioux City Musketeers (USHL)                |
| 145 | Anton Cederholm (D)         | Svezia      | Vancouver Canucks                                        | Rögle (SHL)                                 |
| 146 | Patrik Bartošák (P)         | Rep. Ceca   | Los Angeles Kings (da Montreal)                          | Red Deer Rebels (WHL)                       |
| 147 | Grant Besse (AD)            | Stati Uniti | Anaheim Ducks                                            | Omaha Lancers (USHL)                        |
| 148 | Jonny Brodzinski (AD)       | Stati Uniti | Los Angeles Kings                                        | St. Cloud State Huskies (WCHA)              |
| 149 | Matej Paulovič (AS)         | Slovacchia  | Dallas Stars (da Pittsburgh)                             | Färjestad (SHL)                             |
| 150 | Wiley Sherman               | Stati Uniti | Boston Bruins                                            | Hotchkiss School (USHS-Connecticut)         |
| 151 | Gage Ausmus (D)             | Stati Uniti | San Jose Sharks (da Chicago)                             | U.S. NTDP (USHL)                            |

### Sesto giro
| #   | Giocatore             | Nazionalità | Squadra NHL                       | Squadra di provenienza                    |
| --- | --------------------- | ----------- | --------------------------------- | ----------------------------------------- |
| 152 | Joshua Brown (D)      | Canada      | Florida Panthers                  | Oshawa Generals (OHL)                     |
| 153 | Ben Storm (D)         | Stati Uniti | Colorado Avalanche                | Muskegon Lumberjacks (USHL)               |
| 154 | Henri Ikonen (AS)     | Finlandia   | Tampa Bay Lightning               | Kingston Frontenacs (OHL)                 |
| 155 | Emil Pettersson (C)   | Svezia      | Nashville Predators               | Timrå (SHL)                               |
| 156 | Tyler Ganly (D)       | Canada      | Carolina Hurricanes               | S.S. Marie Greyhounds (OHL)               |
| 157 | Tim Harrison (AD)     | Stati Uniti | Calgary Flames                    | Dexter School (USHS-Massachusetts)        |
| 158 | Ben Betker (D)        | Canada      | Edmonton Oilers                   | Everett Silvertips (WHL)                  |
| 159 | Sean Malone (C)       | Stati Uniti | Buffalo Sabres                    | U.S. NTDP (USHL)                          |
| 160 | Myles Bell (AD)       | Canada      | New Jersey Devils                 | Kelowna Rockets (WHL)                     |
| 161 | Chris Leblanc (AD)    | Stati Uniti | Ottawa Senators (da Dallas)       | South Shore Kings (EJHL)                  |
| 162 | Merrick Madsen (P)    | Stati Uniti | Philadelphia Flyers               | Proctor Academy (USHS-New Hampshire)      |
| 163 | Brendan Burke (P)     | Stati Uniti | Phoenix Coyotes                   | Portland Winterhawks (WHL)                |
| 164 | Dane Birks (D)        | Canada      | Pittsburgh Penguins (da Winnipeg) | Merritt Centennials (BCHL)                |
| 165 | Markus Søberg (AD)    | Norvegia    | Columbus Blue Jackets             | Frölunda (SHL)                            |
| 166 | Alan Quine (C)        | Canada      | New York Islanders                | Belleville Bulls (OHL)                    |
| 167 | Avery Peterson (C)    | Stati Uniti | Minnesota Wild                    | Grand Rapids High School (USHS-Minnesota) |
| 168 | Quentin Shore (C)     | Stati Uniti | Ottawa Senators                   | Denver Pioneers (WCHA)                    |
| 169 | Marc McNulty (D)      | Canada      | Detroit Red Wings                 | Prince George Cougars (WHL)               |
| 170 | Mackenzie Skapski (P) | Canada      | New York Rangers                  | Kootenay Ice (WHL)                        |
| 171 | Tommy Veilleux (AS)   | Canada      | Nashville Predators (da San Jose) | Victoriaville Tigres (QMJHL)              |
| 172 | Antoine Bibeau (P)    | Canada      | Toronto Maple Leafs               | P.E.I. Rocket (QMJHL)                     |
| 173 | Santeri Saari (D)     | Finlandia   | St. Louis Blues                   | Jokerit (SM-liiga)                        |
| 174 | Brian Pinho (C)       | Stati Uniti | Washington Capitals               | St. John's Prep (USHS-Massachusetts)      |
| 175 | Mike Williamson (D)   | Canada      | Vancouver Canucks                 | Spruce Grove Saints (AJHL)                |
| 176 | Jérémy Grégoire (C)   | Canada      | Montreal Canadiens                | Baie-Comeau Drakkar (QMJHL)               |
| 177 | Miro Aaltonen (C)     | Finlandia   | Anaheim Ducks                     | Espoo Blues (SM-liiga)                    |
| 178 | Zack Leslie (D)       | Canada      | Los Angeles Kings                 | Guelph Storm (OHL)                        |
| 179 | Blaine Byron (C)      | Canada      | Pittsburgh Penguins               | Smiths Falls Bears (CCHL)                 |
| 180 | Anton Blidh (AS)      | Svezia      | Boston Bruins                     | Frölunda (SHL)                            |
| 181 | Anthony Louis (C)     | Stati Uniti | Chicago Blackhawks                | U.S. NTDP (USHL)                          |

### Settimo giro
| #   | Giocatore              | Nazionalità | Squadra NHL                               | Squadra di provenienza               |
| --- | ---------------------- | ----------- | ----------------------------------------- | ------------------------------------ |
| 182 | Aleksi Mäkelä (D)      | Finlandia   | Dallas Stars (da Florida)                 | Ilves (SM-liiga)                     |
| 183 | Wilhelm Westlund (D)   | Svezia      | Colorado Avalanche                        | Färjestad (SHL)                      |
| 184 | Saku Salminen (AS)     | Finlandia   | Tampa Bay Lightning                       | Jokerit (SM-liiga)                   |
| 185 | Wade Murphy (AD)       | Canada      | Nashville Predators                       | Penticton Vees (BCHL)                |
| 186 | Joël Vermin (C)        | Svizzera    | Tampa Bay Lightning (da Carolina)         | Berna (LNA)                          |
| 187 | Rušan Rafikov (D)      | Russia      | Calgary Flames                            | Lokomotiv Jaroslavl' (MHL)           |
| 188 | Greg Chase (C)         | Canada      | Edmonton Oilers                           | Calgary Hitmen (WHL)                 |
| 189 | Eric Locke (C)         | Canada      | Buffalo Sabres                            | Saginaw Spirit (OHL)                 |
| 190 | Brenden Kichton (D)    | Canada      | Winnipeg Jets (da New Jersey)             | Spokane Chiefs (WHL)                 |
| 191 | Dominik Kubalík (AS)   | Rep. Ceca   | Los Angeles Kings (da Dallas)             | Sudbury Wolves (OHL)                 |
| 192 | David Drake (D)        | Stati Uniti | Philadelphia Flyers                       | Des Moines Buccaneers (USHL)         |
| 193 | Jedd Soleway (AD)      | Canada      | Phoenix Coyotes                           | Penticton Vees (BCHL)                |
| 194 | Marcus Karlström (D)   | Svezia      | Winnipeg Jets                             | AIK (SHL)                            |
| 195 | Peter Quenneville (C)  | Canada      | Columbus Blue Jackets                     | Dubuque Fighting Saints (USHL)       |
| 196 | Kyle Burroughs (D)     | Canada      | New York Islanders                        | Regina Pats (WHL)                    |
| 197 | Nolan De Jong (D)      | Canada      | Minnesota Wild                            | Victoria Grizzlies (BCHL)            |
| 198 | John Gilmour (D)       | Canada      | Calgary Flames (da Ottawa via Chicago)    | Providence Friars (Hockey East)      |
| 199 | Hampus Melén (C)       | Svezia      | Detroit Red Wings                         | Tingsryds AIF (SHL)                  |
| 200 | Alexandre Bélanger (P) | Canada      | Minnesota Wild (da NY Rangers)            | R-N Huskies (QMJHL)                  |
| 201 | Jake Jackson (C)       | Stati Uniti | San Jose Sharks                           | Waterloo Black Hawks (USHL)          |
| 202 | Andreas Johnson (AS)   | Svezia      | Toronto Maple Leafs                       | Frölunda (SHL)                       |
| 203 | Janne Juvonen (P)      | Finlandia   | Nashville Predators (da St. Louis)        | Lahti Pelicans (SM-liiga)            |
| 204 | Tyler Lewington (D)    | Canada      | Washington Capitals                       | Medicine Hat Tigers (WHL)            |
| 205 | Miles Liberati (D)     | Stati Uniti | Vancouver Canucks                         | London Knights (OHL)                 |
| 206 | MacKenzie Weegar (D)   | Canada      | Florida Panthers (da Montreal)            | Halifax Mooseheads (QMJHL)           |
| 207 | Emil Galimov (AS)      | Russia      | San Jose Sharks (da Anaheim via Colorado) | Lok. Jaroslavl’ (KHL)                |
| 208 | Anthony Brodeur (P)    | Stati Uniti | New Jersey Devils (da Los Angeles)        | Shattuck-St. Mary's (USHS-Minnesota) |
| 209 | Troy Josephs (AS)      | Canada      | Pittsburgh Penguins                       | St. Michael's Buzzers (OJHL)         |
| 210 | Mitchell Dempsey (AS)  | Canada      | Boston Bruins                             | S.S. Marie Greyhounds (OHL)          |
| 211 | Robin Press (D)        | Svezia      | Chicago Blackhawks                        | Södertälje SK (SHL)                  |

## Selezioni classificate per nazionalità
| Pos. | Paese        | Selezioni | Percentuale |
|      | Nord America | 153       | 72,6%       |
| ---- | ------------ | --------- | ----------- |
| 1    | Canada       | 98        | 46,4%       |
| 2    | Stati Uniti  | 55        | 26,2%       |
|      | Europa       | 58        | 27,4%       |
| 3    | Svezia       | 25        | 11,2%       |
| 4    | Russia       | 11        | 5,2%        |
| 5    | Finlandia    | 8         | 4,0%        |
| 6    | Rep. Ceca    | 4         | 2,0%        |
| 6    | Svizzera     | 4         | 2,0%        |
| 8    | Rep. Ceca    | 3         | 1,5%        |
| 9    | Danimarca    | 1         | 0,5%        |
| 9    | Lettonia     | 1         | 0,5%        |
| 9    | Norvegia     | 1         | 0,5%        |